# Parastesilea alboscutellaris
Parastesilea alboscutellaris är en skalbaggsart som beskrevs av Stefan von Breuning 1968. Parastesilea alboscutellaris ingår i släktet Parastesilea och familjen långhorningar. Inga underarter finns listade i Catalogue of Life.